# Kohlhausen
Kohlhausen ist ein Stadtteil von Bad Hersfeld im osthessischen Landkreis Hersfeld-Rotenburg.

## Geographie
Benachbarte Orte (im Uhrzeigersinn) sind Asbach im Westen, der Eichhof im Nordwesten, der Johannesberg im Nordosten, Kerspenhausen im Süden und Beiershausen im Südwesten. Die Gemeinde Niederaula grenzt im Süden an.
Kohlhausen liegt im Fuldatal und breitet sich am Westhang des Johannesberges aus. Der Stadtteil liegt am rechten Ufer der Fulda, etwa fünf Kilometer südöstlich von Bad Hersfeld entfernt. Kohlhausen ist über die Landesstraße 3431 zu erreichen, die in Asbach von der Bundesstraße 62 abzweigt. Das bebaute Gebiet liegt auf 201 m ü. NN an der Fulda und steigt bis auf 265 m ü. NN an den Hängen des Johannesberges (368 m ü. NN) an.

## Geschichte

### Ortsgeschichte
Die älteste bekannte schriftliche Erwähnung von Kohlhausen erfolgte im Jahr 1362.
Zum 31. Dezember 1971 wurde im Zuge der Gebietsreform in Hessen die bis dahin selbständige Gemeinde Kohlhausen in die Kreisstadt Bad Hersfeld eingegliedert. Für den Stadtteil Kohlhausen wurde ein Ortsbezirk mit Ortsbeirat und Ortsvorsteher nach der Hessischen Gemeindeordnung eingerichtet.

### Einwohnerentwicklung
| Kohlhausen: Einwohnerzahlen von 1834 bis 2011 | Kohlhausen: Einwohnerzahlen von 1834 bis 2011 | Kohlhausen: Einwohnerzahlen von 1834 bis 2011 | Kohlhausen: Einwohnerzahlen von 1834 bis 2011 | Kohlhausen: Einwohnerzahlen von 1834 bis 2011 |
| --- | --------------------------------------------- | --------------------------------------------- | --------------------------------------------- | --------------------------------------------- |
| Jahr |                                               |                                               |                                               | Einwohner                                     |
| 1834 | 1834                                          |                                               | 133                                           | 133                                           |
| 1840 | 1840                                          |                                               | 158                                           | 158                                           |
| 1846 | 1846                                          |                                               | 169                                           | 169                                           |
| 1852 | 1852                                          |                                               | 165                                           | 165                                           |
| 1858 | 1858                                          |                                               | 151                                           | 151                                           |
| 1864 | 1864                                          |                                               | 167                                           | 167                                           |
| 1871 | 1871                                          |                                               | 159                                           | 159                                           |
| 1875 | 1875                                          |                                               | 153                                           | 153                                           |
| 1885 | 1885                                          |                                               | 162                                           | 162                                           |
| 1895 | 1895                                          |                                               | 160                                           | 160                                           |
| 1905 | 1905                                          |                                               | 199                                           | 199                                           |
| 1910 | 1910                                          |                                               | 185                                           | 185                                           |
| 1925 | 1925                                          |                                               | 174                                           | 174                                           |
| 1939 | 1939                                          |                                               | 207                                           | 207                                           |
| 1946 | 1946                                          |                                               | 304                                           | 304                                           |
| 1950 | 1950                                          |                                               | 290                                           | 290                                           |
| 1956 | 1956                                          |                                               | 270                                           | 270                                           |
| 1961 | 1961                                          |                                               | 259                                           | 259                                           |
| 1967 | 1967                                          |                                               | 258                                           | 258                                           |
| 1970 | 1970                                          |                                               | 275                                           | 275                                           |
| 1980 | 1980                                          |                                               | ?                                             | ?                                             |
| 1994 | 1994                                          |                                               | 304                                           | 304                                           |
| 2004 | 2004                                          |                                               | 340                                           | 340                                           |
| 2011 | 2011                                          |                                               | 309                                           | 309                                           |
| Datenquelle: Historisches Gemeindeverzeichnis für Hessen: Die Bevölkerung der Gemeinden 1834 bis 1967. Wiesbaden: Hessisches Statistisches Landesamt, 1968. Weitere Quellen: bis 1970 LAGIS; nach 1980. Stadt Bad Hersfeld; Zensus 2011 |                                               |                                               |                                               |                                               |

## Politik
Für Kohlhausen besteht ein Ortsbezirk (Gebiete der ehemaligen Gemeinde Kohlhausen) mit Ortsbeirat und Ortsvorsteher nach der Hessischen Gemeindeordnung.
Der Ortsbeirat besteht aus sieben Mitgliedern. Seit den Kommunalwahlen in Hessen 2021 gehören ihm alle Mitglieder der Wählerliste GL an. Ortsvorsteher ist Thomas Daube.

## Tourismus
Touristisch von Belang sind vor allem die um den Stadtteil führenden Wald- und Wanderwege und die hervorragende Aussicht auf die umliegenden Gemeinden.
Weiterhin von Interesse ist der sogenannte „Gänserasen“. In den Sommermonaten kommen viele Touristen dorthin, um den sich hier bietenden Ausblick auf die Fulda anzusehen. Auch ein Bad ist hier in der Fulda möglich und ein Bootssteg für Kanuten und andere Ruderer steht am Gänserasen zur Verfügung. Auf dieser Wiese befinden sich auch zwei Fußballtore.
Oberhalb des Gänserasens befindet sich ein Gasthaus, das für den Schlachtekohl (eine regionale kulinarische Spezialität) bekannt ist. 1991 besuchte auch Helmut Kohl Kohlhausen, um sich diese Spezialität servieren zu lassen.
Am Rande Kohlhausens befindet sich noch die Grillhütte, in der jedes Jahr das traditionelle Feuerwehrfest stattfindet.
Im Zentrum von Kohlhausen befindet sich das Dorfgemeinschaftshaus, in dem in unregelmäßigen Abständen Veranstaltungen wie z. B. Ausstellungen und LAN-Partys stattfinden.

## Persönlichkeiten
- Philipp Stuckhardt (* 1991), Leichtathlet